# Rynek Nowego Miasta w Warszawie

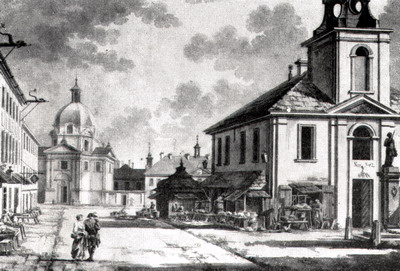
Zygmunt Vogel, Rynek Nowego Miasta z ratuszem (po prawej)

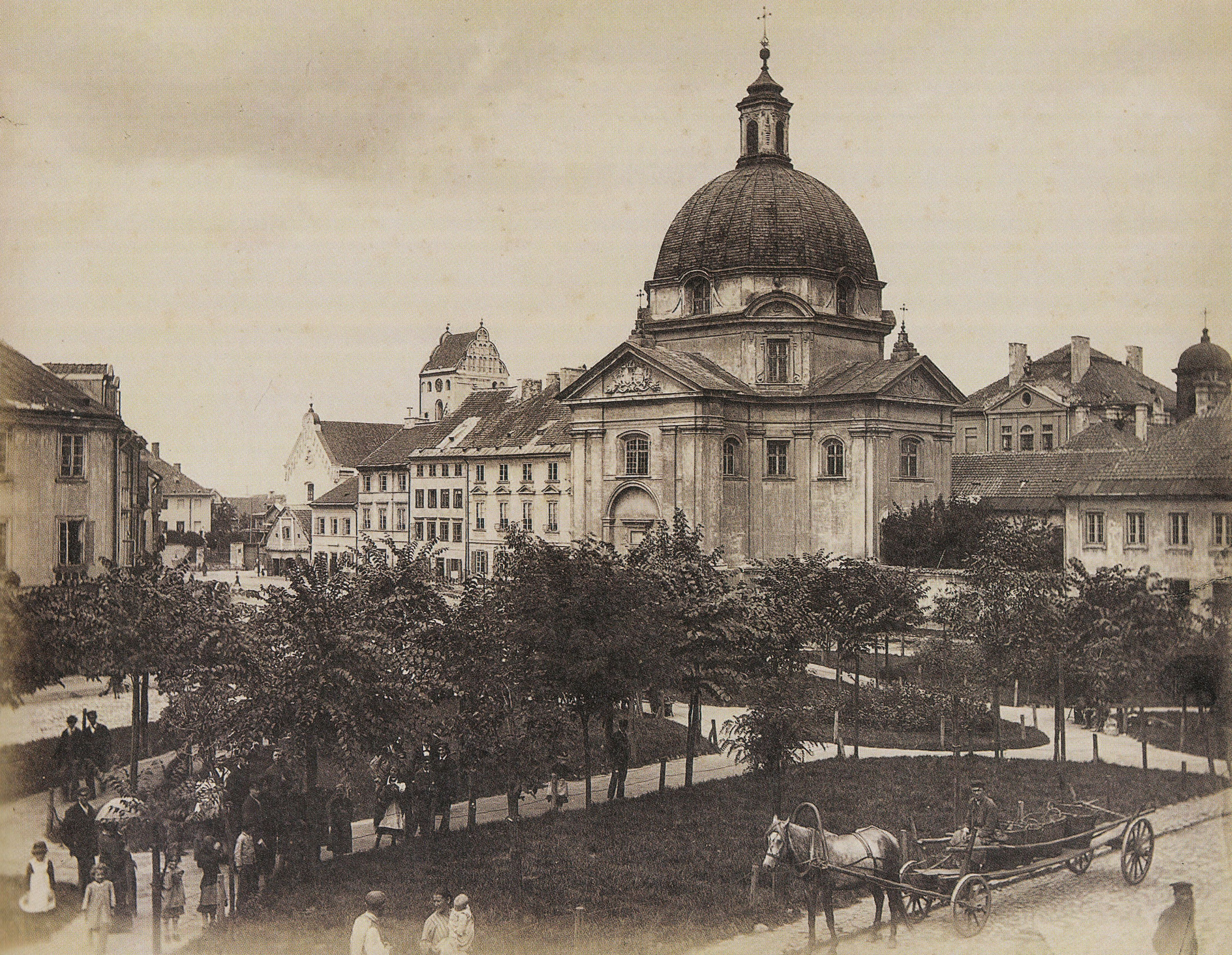
Rynek Nowego Miasta ok. 1885

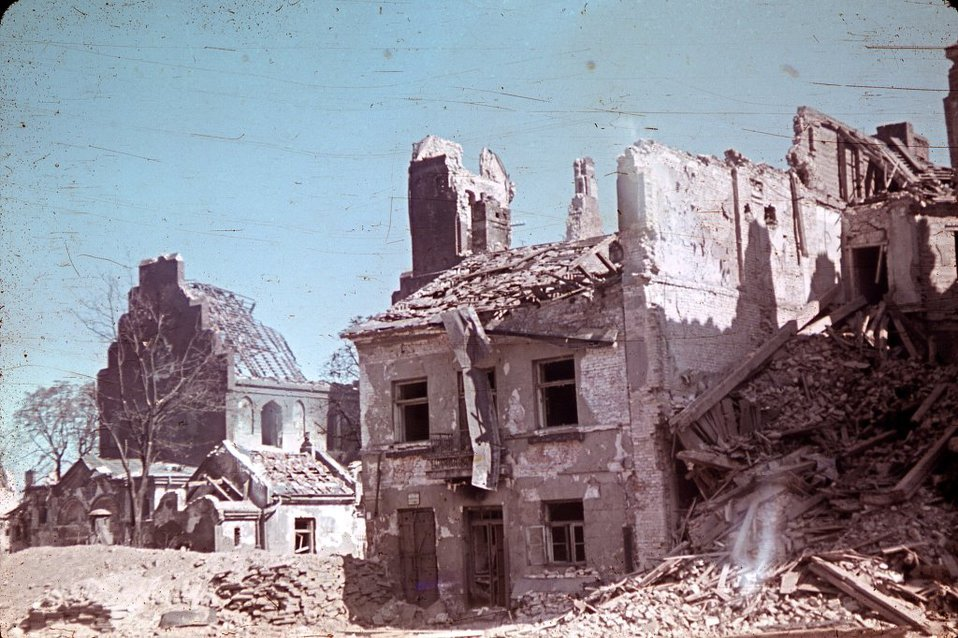
Północno-wschodni narożnik Rynku w czasie powstania warszawskiego

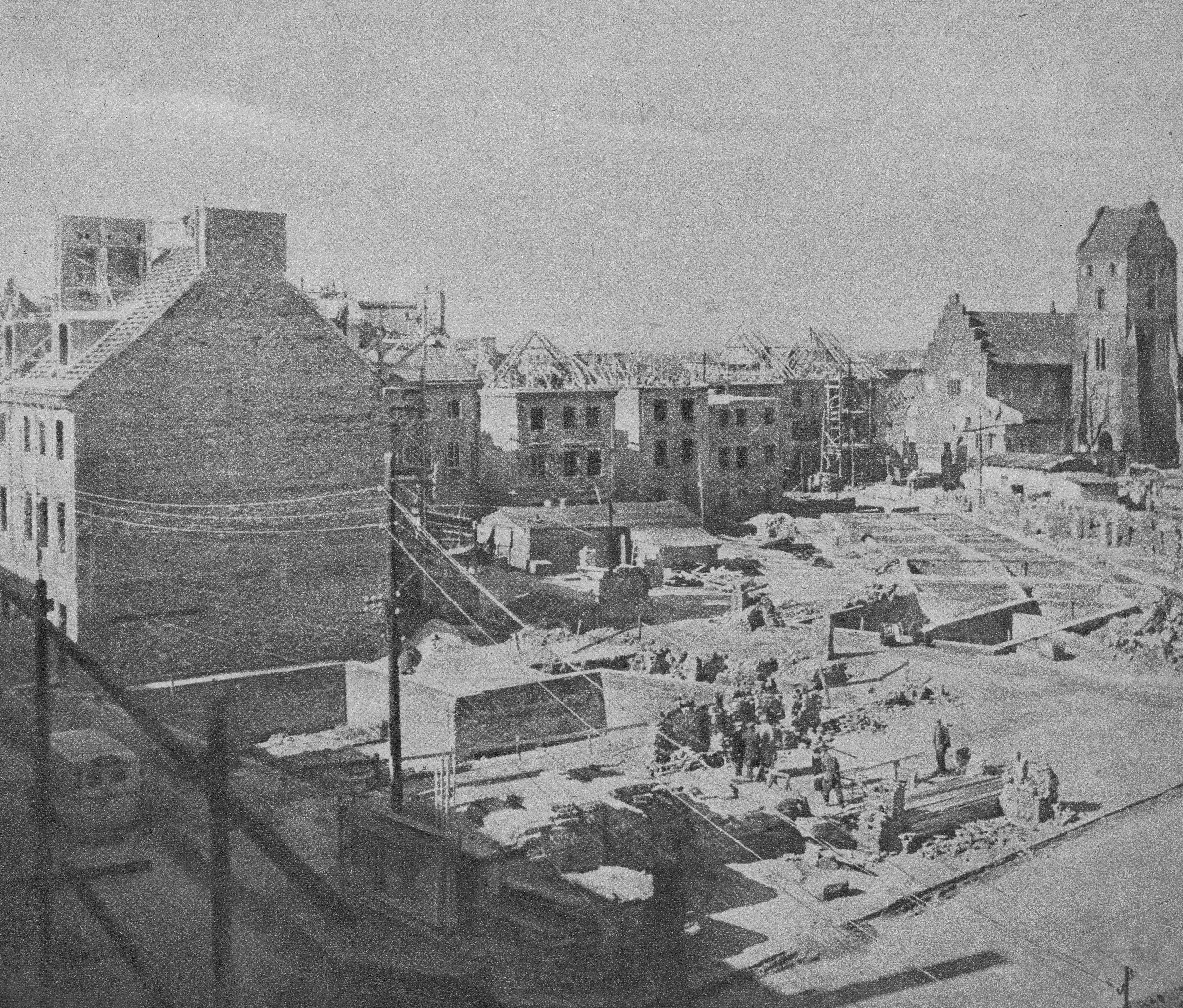
Odbudowa Rynku, 1954

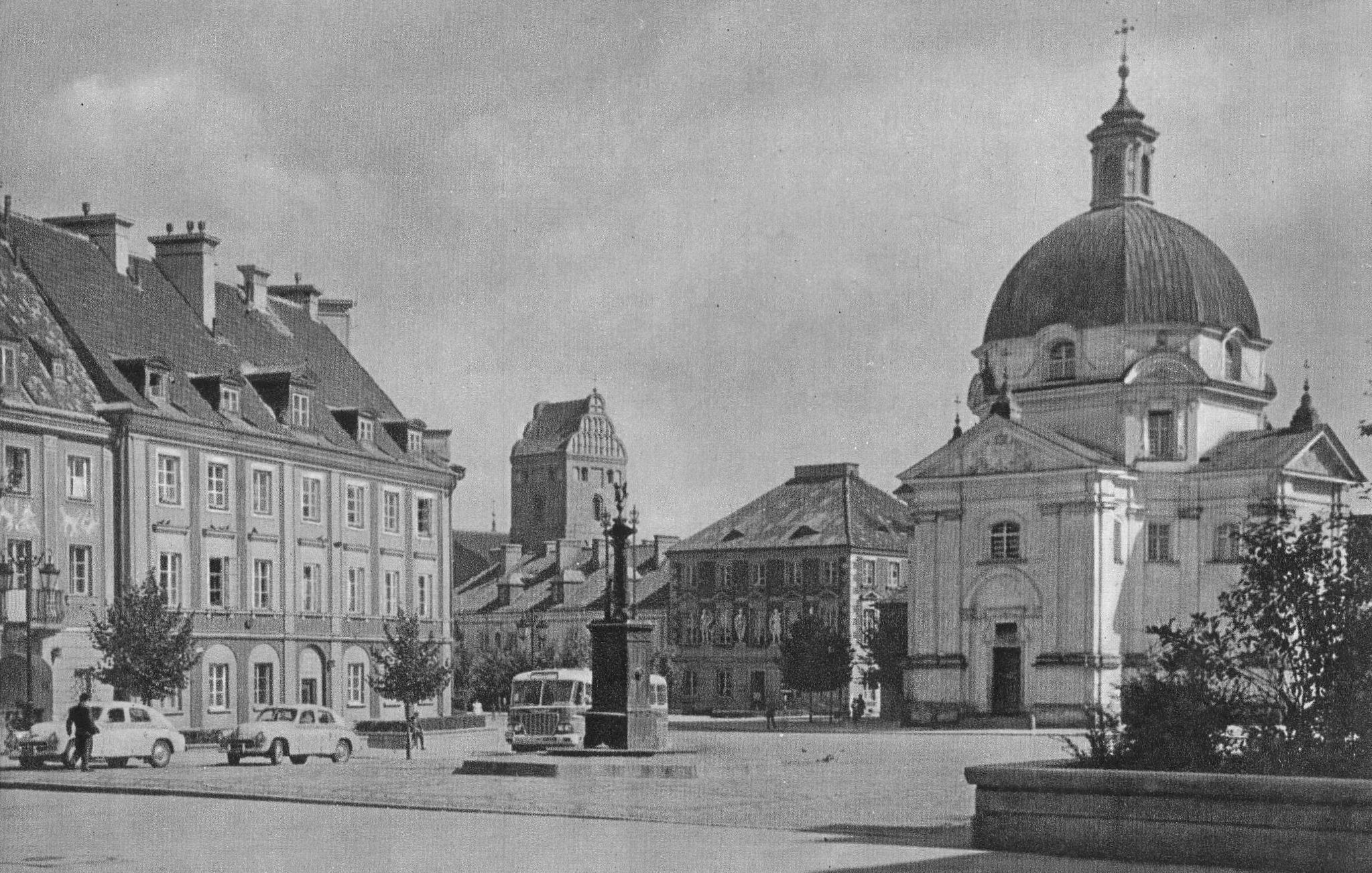
Rynek po odbudowie, lata 60.

Rynek Nowego Miasta – plac znajdujący się na Nowym Mieście w Warszawie.

## Opis
Rynek powstał na przełomie XIV i XV wieku jako centralny punkt nowo lokowanego miasta, przylegającego od północy do Starej Warszawy. Początkowo miał kształt prostokąta o wymiarach 140 m na 120 m i ograniczony był od wschodu skarpą warszawską, a od zachodu traktem z Czerska do Zakroczymia. Rynek na początku XVI w. zabudowany był drewnianymi domami, które w większości spłonęły w pożarze w 1544 roku. Od ok. 1497 roku na Rynku istniał drewniany ratusz, zastąpiony następnie murowanym w latach trzydziestych XVIII wieku. Kolejne zniszczenia w zabudowie dokonane zostały podczas okupacji szwedzkiej w latach 1656–1657. 
W 1930 przy kościele sakramentek odsłonięto figurę Klemensa Hofbauera.
Przed 1800 rokiem większość zabudowy była już murowana. W roku 1818 rozebrano ratusz, ponieważ Warszawa stała się jednym organizmem miejskim. W 2. połowie XIX w. Rynek ostatecznie zmienił swój dawny charakter, ponieważ w 1868 roku przemianowano oficjalnie dwie jego pierzeje na ulice poprzez zabudowę w poprzek północnej części placu: część pierzei zachodniej zaczęła być przedłużeniem ulicy Freta, zaś północna przedłużeniem ulicy Kościelnej.
W 1944 roku nastąpiło prawie całkowite zniszczenie zabudowy Rynku. 
Po wojnie szczególny nacisk położono na rekonstrukcję pierzei wschodniej Rynku oraz kamienic pierzei zachodniej, będącej częścią ulicy Freta. Kamienice pierzei południowej i skośnej pierzei północnej są w większości swobodną rekonstrukcją nawiązującą do osiemnastowiecznych form klasycystycznych. Rynek wyróżnia się także zróżnicowaniem poziomów. Odbudowa rynku i całego Nowego Miasta zakończyła się 1 września 1956.
W południowo-zachodniej części znajduje się eklektyczna studnia żeliwna z 2. połowy XIX wieku ustawiona tutaj ok. 1957 roku, na której szczycie przedstawiony jest herb Nowego Miasta – panna z jednorożcem.

## Zabudowa

### Pierzeja południowa
- Rynek Nowego Miasta 1
- Rynek Nowego Miasta 3
- Rynek Nowego Miasta 5/7 – na podwórzu kamienicy znajdowało się Kino „Wars”.
- Rynek Nowego Miasta 9
- ul. Freta 38 – dawna Rynek Nowego Miasta 11.

### Pierzeja wschodnia
- Rynek Nowego Miasta 2 – górujący nad Rynkiem, barokowy kościół św. Kazimierza zaprojektowany przez wybitnego architekta Tylmana z Gameren oraz zespół klasztorny sióstr benedyktynek-sakramentek z wzniesionym od strony Rynku barokowym pałacykiem z ok. 1745 roku zaprojektowanym przez architekta Antonio Solariego. Po zniszczeniach II wojny światowej kościół odbudowano w latach 1949–1957, a zespół klasztorny w latach 1945–1952.
- Rynek Nowego Miasta 4 – kamienica Kajetana Jurkowskiego. Wzniesiona w 1784 roku. Jako jedna z nielicznych na Nowym Mieście przetrwała II wojnę światową w stanie w zasadzie nienaruszonym. Restaurowana w latach 1954–1955. Ozdobiona freskami Bohdana Urbanowicza.
- Rynek Nowego Miasta 6/8/10

### Pierzeja północna
- Rynek Nowego Miasta 13/15
- Rynek Nowego Miasta 17
- Rynek Nowego Miasta 19
- Rynek Nowego Miasta 21/23
- Rynek Nowego Miasta 25
- Rynek Nowego Miasta 27

### Pierzeja zachodnia
- ul. Freta 29 – kamienica Kubasiewiczów, zwana „Pod Okiem Opatrzności”. Powstała ok. 1775 roku, według projektu architekta Jakuba Fontany. Częściowo zburzona w 1944 roku. Odbudowana w latach 1951–1954.
- ul. Freta 31 – kamienica Jana Alfonsa Jasińskiego, zwana „Wójtowską” od kamienicy wcześniej znajdującej się w tym miejscu. Wzniesiona w 1821 roku według projektu architekta Fryderyka Alberta Lessla. Odbudowana w latach 1951–1954.
- ul. Freta 33
- ul. Freta 35 – kamienica Franciszka Salwadora, wzniesiona w połowie XVIII wieku. Odbudowana w latach 1951–1954
- ul. Freta 37 – kamienica Adama Kopanki. Wzniesiona w 1778 roku według projektu architekta Szymona Bogumiła Zuga. Odbudowana w latach 1951–1954.